# Togo en los Juegos Olímpicos de Tokio 2020
Togo estuvo representado en los Juegos Olímpicos de Tokio 2020 por cuatro deportistas, tres hombres y una mujer, que compitieron en cuatro deportes.
Los portadores de la bandera en la ceremonia de apertura fueron el jugador de tenis de mesa Dodji Fanny y la remera Claire Ayivon. El equipo olímpico togolés no obtuvo ninguna medalla en estos Juegos.